# Kuunkuiskaajat
Le Kuunkuiskaajat è stato un duo folk finlandese femminile costituito da Susan Aho e Johanna Virtanen, entrambe precedentemente nel gruppo Värttinä.
Il duo ha vinto il concorso canoro nazionale Euroviisut, e rappresentato la Finlandia all'Eurovision nell'edizione del 2010 con la canzone Työlki ellää, arrivando all'11ª posizione in semifinale.

## Discografia
- 2009 - Kuunkuiskaajat
- 2016 - Revitty rakkaus